# Hypericum qinlingense
Hypericum qinlingense är en johannesörtsväxtart som beskrevs av X.C.Du och Y.Ren. Hypericum qinlingense ingår i släktet johannesörter, och familjen johannesörtsväxter. Inga underarter finns listade i Catalogue of Life.